# مال-مو-ای:مأموریت مخفی
مال-مو-ای:ماموریت مخفی (کره‌ای: 말모이) یک فیلم درام تاریخی ساخت کرهٔ جنوبی محصول سال ۲۰۱۹ به نویسندگی و کارگردانی اوم یو نا است. این فیلم در ۹ ژانویه ۲۰۱۹ منتشر شد. این عنوان به یک کلمه گویش کره ای قدیمی اشاره شد؛ که تقریباً به «جمع‌آوری واژگان» ترجمه می‌شود.

## خلاصه داستان
در طول دهه ۴۰، زمانی که کره در اشغال ژاپن بود، چندین بار زندانی بود، کیم پان سو بی سواد است و نمی‌داند چگونه کره ای یا هر زبان دیگر را بخواند یا بنویسد. آموزش زبان کره ای در مدارس توسط دولت شاهنشاهی ممنوع است. وی با نماینده انجمن زبان کره ای ملاقات می‌کند و برای انتشار فرهنگ لغت زبان کره ای با هم متحد می‌شود.

## زمینه‌های تاریخی
این فیلم براساس وقایع تاریخی کره در اواخر دهه ۱۹۳۰ تا ۱۹۴۰ ساخته شده‌است. هنگامی که کره تحت حاکمیت امپراتوری ژاپن بود، زبان کره ای از نظر مقام و اهمیت «تنزل» یافت و سرانجام در سال ۱۹۳۸ به نفع زبان ژاپنی کاملاً ممنوع شد. شخصیت‌ها براساس دانشمندان زندگی واقعی و اعضای انجمن زبان کره ای ساخته بودند که حتی پس از اجرای ممنوعیت کار بر روی فرهنگ لغت را ادامه دادند. در سال ۱۹۴۲، بیش از سی نفر از این گروه توسط ژاپنی‌ها دستگیر و زندانی شدند و دو نفر در زندان درگذشتند. انجمن زبان کره ای فعالیت خود را از سر نگرفت تا اینکه کره پس از تسلیم ژاپن در سال ۱۹۴۵ به متفقین دوباره استقلال بود.

## بازخورد
این فیلم در بالای باکس آفیس کره جنوبی آغاز به کار کرد، جایی که از ۱٫۱۹ میلیون پذیرش بین چهارشنبه تا یکشنبه ۸٫۹۶ میلیون دلار درآمد کسب کرد.
بازبینی‌های محلی این فیلم تا حدود زیادی مثبت بود، روزنامه انگلیسی انگلیسی کره جنوبی The Korea Times از این فیلم تمجید کرد که می‌تواند «همان داستان قدیمی این شخصیت‌های تاریخی را تعریف کند … اما به روشی شیک».